# 指叶毛兰
指叶毛兰（学名：Eria pannea），为兰科毛兰属下的一个植物种。